# Aleksandr Kuchin

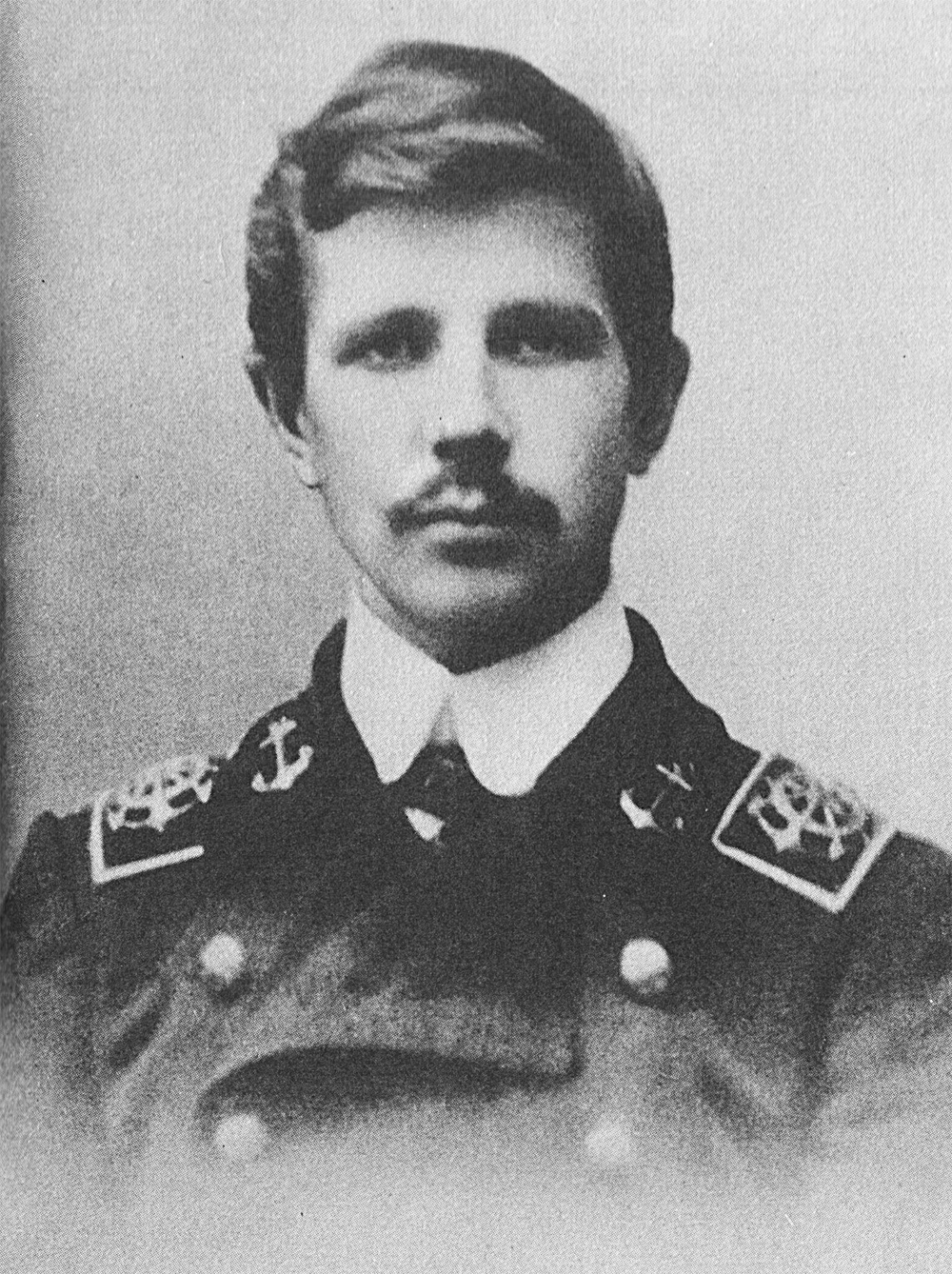
Aleksandr Stepánovich Kuchin, capitán del desventurado Guerkulés.

Aleksandr Stepánovich Kuchin (del ruso: Александр Степанович Кучин) (Onega, 1888 – ¿1913? en un lugar desconocido del mar de Kara) fue un joven oceanógrafo y explorador ártico ruso.

## Biografía
De orígenes humildes, Aleksandr Kuchin empezó a trabajar de marinero en un barco noruego a la edad de diecisiete años. Al joven le apasionaba el idioma noruego, que dominó al cabo de un año.
En 1907, Kuchin trabajó en Bergen, en una base biológica noruega, y aprendió del experto oceanógrafo Bjørn Helland-Hansen. Su entusiasmo por el idioma lo llevó a escribir un «Pequeño diccionario ruso-noruego» («Малый русско-норвежский словарь») para poder compartir su conocimiento con sus compatriotas.
En 1910–1911, Aleksandr Kuchin fue el único extranjero de la expedición de Roald Amundsen al polo sur a bordo del Fram. Realizó numerosas observaciones en el Atlántico Sur como oceanógrafo y navegante. Tras su regreso a Noruega en diciembre de 1911, se casó con la joven de 18 años Aslaug Poulson, hija de un destacado periodista noruego.
En 1912, Kuchin regresó a Rusia, donde se unió a la expedición de Vladímir Rusánov como capitán del barco Guerkulés («Hércules») a Svalbard. El objetivo de la expedición fue el de investigar el potencial carbonífero del archipiélago. Navegó desde Aleksándrovsk na Murmane (actual Poliarny, cerca de Múrmansk) el 26 de junio. La tripulación estaba formada por trece hombres y una mujer, la prometida francesa de Rusánov. Además del propio Rusánov, había otro geólogo y un zoólogo.

## Desaparición
Al final de un verano muy provechoso de trabajo de campo, tres miembros de la expedición (el geólogo, el zoólogo y el contramaestre del barco) regresaron a Rusia a través del Grønfjorden de Noruega. Los diez restantes, Kuchin entre ellos, sin consultar a las autoridades de San Petersburgo, partieron con Rusánov en un intento muy temerario para llegar al océano Pacífico a través de la ruta del mar del Norte. Sin embargo, el Guerkulés resultó ser demasiado pequeño para el tipo de expedición que Rusánov tenía en mente.
Lo último que se supo de la expedición fue un telegrama enviado desde el estrecho de Mátochkin en Nueva Zembla, que llegó a San Petersburgo el 27 de septiembre de 1912. En él, Rusánov informó de que intentó rodear la punta septentrional de Nueva Zembla y dirigirse al este por el mar de Kara. El Guerkulés desapareció sin dejar rastro un año después en el mar de Kara, en la costa septentrional de Siberia.

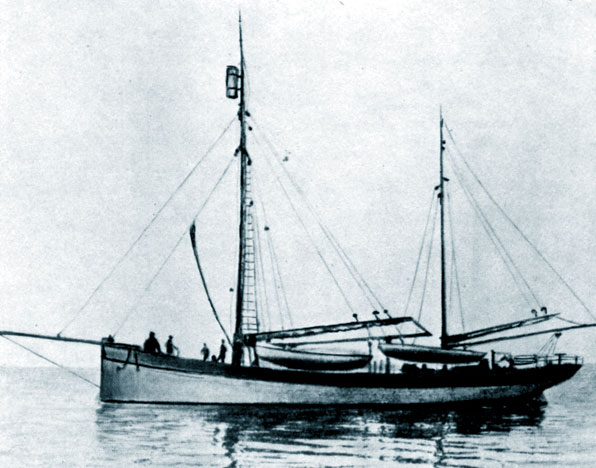
Goleta Guerkulés («Hércules»).

En 1914–15, la tarea casi imposible de hallar la expedición de Rusánov (así como la expedición también desaparecida de forma similar del capitán Gueorgui Brusílov) fue confiada a Otto Sverdrup a bordo del buque Eklips. Sus esfuerzos, sin embargo, fueron infructuosos.
En 1937, el Instituto Ártico de la Unión Soviética organizó una expedición al archipiélago de Nordenskiöld con el buque Toros. Se encontraron restos de la desventurada expedición del Guerkulés en una de las islas de Mohn y en la isla Popov-Chukchin.
Dos islotes próximos a la isla Salisbury en la Tierra de Francisco José fueron bautizadas en honor a Kuchin.

## Obras
- «Малый русско-норвежский словарь» (“Pequeño diccionario ruso-noruego”), 1907.